# Minohiki
A minohiki egy igén régi japán tyúkfajta.

## Fajtatörténet
A 17.-19. században tenyésztették ki őket. Napjainkra a fajta erős fogyatkozásnak indult, különlegességnek számítanak. Japánban nemzeti természeti örökségnek számít. 
A fajtát Girad, francia misszionárius hozta be Japánból Európába „Yokohama” néven 1864-ben. Érdekes, hogy a yokohama fajtát ekkor még nem ismerték Japánban, vagyis feltehetően a minohikiről lehet szó! Majdnem minden testfelépítési bélyegekben egyezik a két fajta. A yokohama viszont az idő múlásával és egyéb fajták bekeresztezésével (maláj harcos, főnix, stb.) valamivel megváltozott. 
A minohiki tenyésztési centruma Aichi és Shizuoka tartományokban van. 1940-ben nemzeti kulturális örökségnek nyilvánították őket. Kb. mint nálunk az őshonos háziasított állatfajták védelme, ami európai viszonylatban is magyar találmány és kezdeményezés. 
Az utóbbi években is szállítottak új minohiki vérvonalakat Németországba, de azok még nincsenek elismerve. 

## Fajtabélyegek, színváltozatok
Feje kicsi, kerek, taraja dudor (v. borsó) típusú. Szemek vörös színűek (eredetileg gyöngy fehér volt). Csőr közepesen hosszú, ahogyan a nyak is. Válla erős. Csüd közepesen hosszú, sárga. Fark- és nyeregtolla hosszú; minimum 60 centiméternek kell lennie.  
Színváltozatok: Sárga-fekete, ezüstnyakú, fekete-vörös. 

## Tulajdonságok
Különlegessége a nagyon dús fark- és nyeregtollazata. Elnevezése magyarul; „esőköpeny cipelő”. A dús tollazata úgy veszi körül a testét, mint egy esőköpeny, amit maga után vonszol. Taraja is különleges dudor alakú, melyet brossként visel a homlokán.  
| Általános tulajdonságok: | Általános tulajdonságok:        |
| ------------------------ | ------------------------------- |
| Súlya                    | kakas 2-2,5 kg, tojó 1,4-1,8 kg |
| Gyűrűmérete              | kakas ?, tojó ?                 |
| Tenyésztojás tömege      | ? g                             |
| Tojáshéj színe           | ?                               |
| Éves tojáshozama         | ? db                            |